# Якубович, Павел Изотович
Па́вел Изо́тович Якубо́вич (иногда публиковался под псевдонимами Ксенофонт Суперфосфатов, Катя Пряник, Артём Челядинский и др.; род. 23 сентября 1946, Унеча, Брянская область) — белорусский журналист, бывший главный редактор газеты «Советская Белоруссия» и руководитель одноименного холдинга государственных изданий, видный работник «идеологической вертикали» постсоветской Белоруссии. Заслуженный деятель культуры Республики Беларусь (2000).

## Биография
Родился 23 сентября 1946 г. в г. Унеча Брянской области. В 1965—1977 годах служил во Внутренних войсках МВД СССР в Минске, где был корреспондентом-организатором дивизионной газеты «Боевой призыв», а также публиковался в газете «На страже Октября» — печатном органе МВД БССР.
Окончил Саратовское высшее военное командное Краснознаменное училище МВД СССР имени Ф. Э. Дзержинского и факультет журналистики Белорусского государственного университета.
Почётный профессор Института журналистики БГУ.
Один из ведущих белорусских журналистов. Получил известность в советское время своими фельетонами и спортивными репортажами, потом перешёл на политические темы. С 1977 года работал в газете «Знамя юности» (печатный орган ЛКСМБ, ныне — БРСМ), где был отмечен должностью завотделом. Затем работал редактором отдела в журнале «Крыніца», обозревателем в «Народной газете» (печатный орган Верховного совета БССР). С 1994 года работает в редакции газеты «Советская Белоруссия», с июля 1995 года - её главный редактор.
Накануне финала первых президентских выборов в Республике Беларусь, в 1994 году Якубович переходит из лагеря сторонников председателя правительства Вячеслава Кебича на сторону депутата Верховного совета Александра Лукашенко. Газета «Советская Белоруссия» становится печатным органом новообразованной Администрации президента и является таковой по сей день.
В 1998 году ссора между главными редакторами «Знамени Юности» Игорем Гуковским и «Советской Белоруссии» Павлом Якубовичем выливается в крупный (по республиканским меркам) медийный скандал. В ходе скандала Гуковский и его сторонники опубликовали немало компромата на Якубовича, включая одну из версий необычного отчества оппонента. Якубович не остался в долгу, опубликовав ряд текстов под псевдонимами и задействовав номенклатурные связи. В акте формального примирения сторон непосредственное участие принял руководитель республики. В 1998 году президентским указом Гуковский был освобождён от должности главного редактора «Знамени Юности», а политический вес Якубовича заметно вырос.
После политического кризиса 1996 года, итогом которого стал роспуск Верховного Совета Республики Беларусь, реорганизация и переименование парламентского органа, Якубович был назначен Александром Лукашенко членом Постоянной комиссии Совета Республики Национального собрания по международным делам и национальной безопасности.
В 2007 году Якубович выполняет миссию спецпосланника Президента — в Израиле он проводит серию встреч, призывая урегулировать конфликт, вызванный заявлениями Александра Лукашенко о том, что деятельность Адольфа Гитлера не стоит воспринимать только негативно, что гитлеровская Германия — «образец президентской республики» (в том числе для Республики Беларусь), что евреи превратили Бобруйск в свинарник и т.п. Данные заявления Лукашенко имели широкий международный резонанс и выбор этнического еврея в качестве спецпосланника был осознанным, что отметили израильские СМИ. Миссия была выполнена, что усилило влияние Якубовича. Отношения между Тель-Авивом и Минском постепенно восстановились.
На посту главного редактора «Советской Белоруссии» Якубович участвует в создании крупного государственного медийного холдинга и курирует газеты «Союз», «The Minsk Times», журналы «Спецназ» и «Беларусь. Belarus», ежедневник «Голас Радзімы» и другие издания. Ныне Якубович входит в состав Общественно-консультативного совета при Администрации президента, коллегий Администрации президента и Мининформации Белоруссии, является председателем общественного координационного совета в сфере СМИ, участником ряда медийных проектов («Клуб редакторов» Архивная копия от 18 мая 2020 на Wayback Machine на государственном телевидении) и до 2018 года считался одним из самых влиятельных представителей «идеологической вертикали» Белоруссии. Отметился как активный участник политики «белорусизации», проводимой властями постсоветской республики с начала 2000-х.
31 декабря 2006 года президент Республики Беларусь подписал указ о присуждении Павлу Якубовичу премии «За духовное возрождение» за проект газеты «В поисках утраченного».
В середине 2010-х годов был включен в «Совет общины» (руководящий орган Союза белорусских еврейских общественных объединений и общин), остаётся в нём и поныне. Включение П. Якубовича в указанный орган вызывало критику со стороны еврейских активистов.
В XXI веке Якубович принимает активное участие в создании государственной идеологии Республики Беларусь, которая в итоге так и не появилась. Среди предложенных Якубовичем и его товарищами новелл в конструировании госидеологии — практика «перехватывания знамён», заключающаяся в присвоении государственными пропагандистскими структурами символов и идей оппозиции. В итоге государственные СМИ наполнились лозунгами, символами и идеями национал-радикалов, что вызвало напряжение в белорусском обществе и резкую критику со стороны ряда интеллектуалов. На критику Павел Якубович с коллегами ответил обоснованием политических репрессий, в частности — возбуждением уголовного «дела регнумовцев» (известно также как «дело пророссийских публицистов» и «дело декабристов»). Также среди наиболее заметных мероприятий в рамках такой стратегии отмечено активное участие Якубовича в присвоении одного из символов праворадикального «Белорусского народного фронта» — урочища Куропаты, в лесного массива под Минском, известного как место массовых казней 1940-х годов. Ещё ранее Якубович обвинялся правозащитниками в травле солигорской правозащитницы Яны Поляковой, покончившей жизнь самоубийством после публикации фельетона Якубовича под псевдонимом «Ксенофонт Суперфосфатов».
6 февраля 2018 года Александр Лукашенко освободил Павла Якубовича от должности главного редактора «Советской Белоруссии», его место занял Дмитрий Жук — бывший руководитель государственного агентства «БелТА». Говоря о дальнейших планах, Якубович сообщил «Радио „Свобода“»: «сначала отдохну». По его признанию, мемуары точно писать не будет — «слишком осведомлен».
Павел Якубович и российский телеведущий Леонид Якубович — дальние родственники, троюродные братья (по другим сведениям — четырёхюродные).
Сын — Алексей Якубович, работал маркетологом на кондитерской фабрике «Коммунарка» и покинул должность после того, как актив был выведен из-под контроля проживающего в США друга отца — Марата Новикова. После этого Алексей Павлович Якубович был трудоустроен начальником управления маркетинга и продаж белорусского госмонополиста «Белтелеком».

## Награды
- Международная журналистская премия «Золотое перо» за защиту демократии (присуждена за материалы, опубликованные во время августовского путча 1991 года)
- Заслуженный деятель культуры Республики Беларусь (2000)
- Орден Почёта (2002)
- Почётная грамота Национального собрания Республики Беларусь (2006)[20]
- Премия «За духовное Возрождение» (31 декабря 2006 года) — за активную подвижническую деятельность в гуманитарной области, направленную на развитие прогрессивных художественно-нравственных традиций, способствующих установлению духовных ценностей, идей дружбы и братства между людьми разных национальностей и вероисповеданий[21].
- Орден Франциска Скорины (2007)
- Орден Отечества III степени (2011)
- Медаль «МПА СНГ. 25 лет» (27 марта 2017 года, Межпарламентская ассамблея СНГ) — за заслуги в деле развития и укрепления парламентаризма, за вклад в развитие и совершенствование правовых основ функционирования Содружества Независимых Государств, укрепление международных связей и межпарламентского сотрудничества[22]